# Ноббе, Фридрих
Фридрих Ноббе (нем. Friedrich Nobbe; 20 июня, 1830, Бремен, — 15 сентября 1922, Тарандт, Германия) — немецкий агрохимик и ботаник.

## Биография
Сын школьного учителя Фридрих Ноббе был учителем уже в 1846 году в возрасте 16 лет. Благодаря самостоятельному обучению он расширил свои знания и в 1852 году принял управление школой в горах недалеко от Оснабрюка.  Слушал лекции в 1854—1859 годах в Йене и Берлине по разряду естественных наук, преимущественно изучал химию и физиологию растений. В 1861—1868 годах был профессором Ремесленной школы в Хемнице. В это время он предпринял издание очень известного агрохимического журнала Landwirthschaftliche Versuchstationen. С 1863 года профессор Тарандской лесной и сельскохозяйственной академии (близ Дрездена). При посредстве сельскохозяйственного общества в Дрездене Ноббе основал в Таранте опытную станцию для физиологического исследования растений, а затем, вследствие так часто повторявшихся на семенную торговлю нареканий, открыл первую в Германии Контрольную семенную станцию. По образцу последней основано было много таких станций в Германии, а равно и в других государствах, отчасти и в России. Так, по почину и на средства Вольного экономического общества с 1878 года в Императорском ботаническом саду ежегодно производились исследования семян, которые представлялись на выставку общества.
В 1880 году Ноббе стал рыцарем ордена Полярной звезды, а в 1882 году получил орден Альбрехта.

## Сочинения
- «Handbuch der Samenkunde» (1876),
- «Ueber die organische Leistung des Kalium in der Pflanze» (вместе со Шредером и Эрдманом, СПб., 1870),
- «Wider den Handel mit Waldgrassamen f. d. Wiesenkultur» (1878) и др.

Ноббе придумал для испытания доброкачественности семян, то есть их способности к прорастанию, чистоты от разных примесей особый прибор, который прежде был в большом употреблении на семенных станциях. Этот прибор описан в «Трудах» вольного экономического общества (1874, т. I, стр. 299—301).